# Grimsargh
 (avril 2023).
Grimsargh est un village et une paroisse civile du Lancashire, en Angleterre. En 2011, sa population était de 2653 habitants.